# 地球的年齡

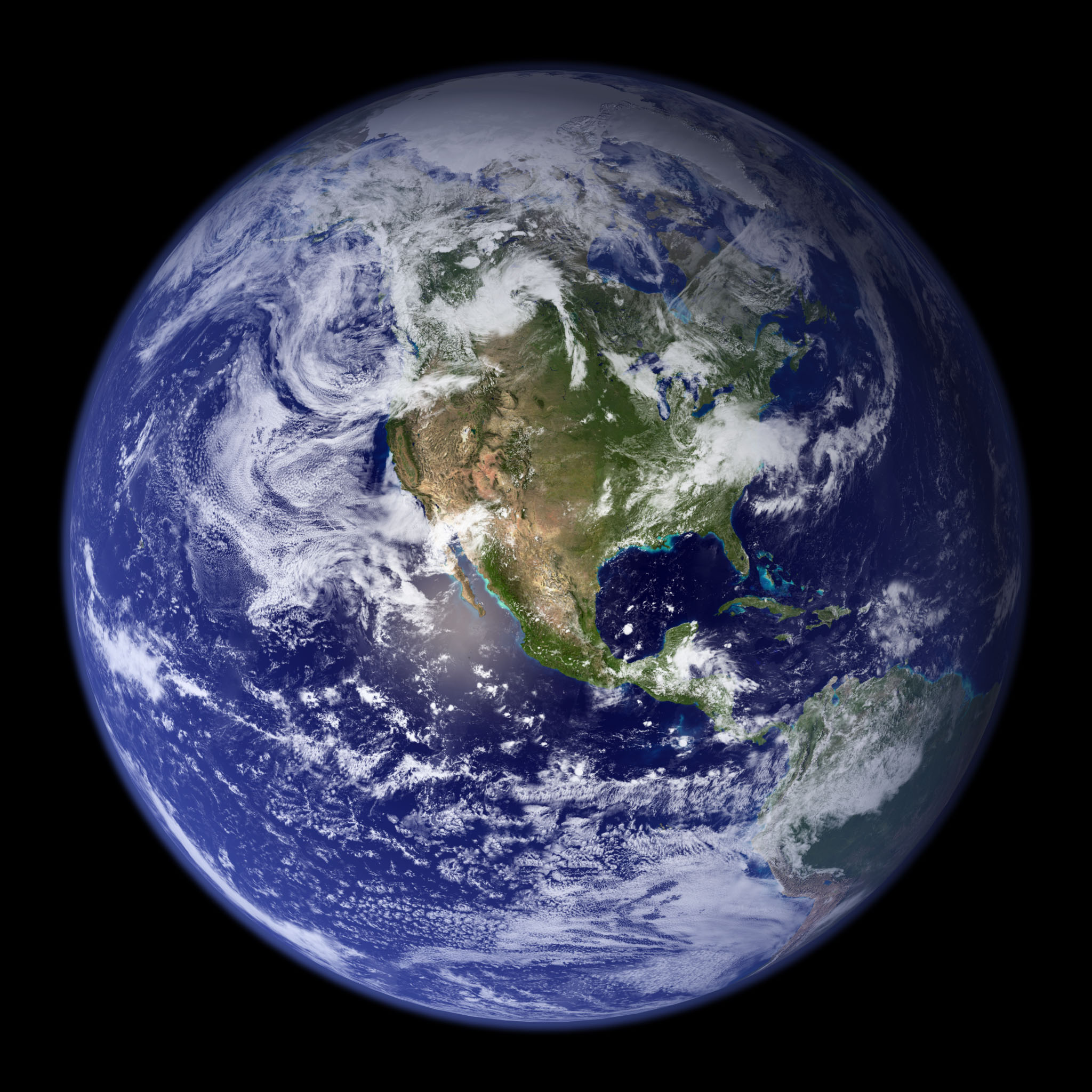
地球

地球年齡是指自太陽系的形成與演化中吸積開始後至今所經歷的地球歷史時間，當今天文及地質學界理論和觀測皆一致認為這個年齡介於45－46億年之間。
研究顯示，該時間點落在距今45.4億年前，誤差小於1%。年齡的測量是對隕石採用放射測年進行。這與地球上的最古老的岩石和月球的月岩測定結果一致，意即月球與地球同齡。除此之外，也有測量是運用地球內的放射性元素和它衰變生成的同位素，其大致結果相同。